# Drymoda siamensis
Drymoda siamensis är en orkidéart som beskrevs av Rudolf Schlechter. Drymoda siamensis ingår i släktet Drymoda och familjen orkidéer. Inga underarter finns listade i Catalogue of Life.